# 韩会
韓會（738年—779年），河内河阳（今河南省孟县）人。唐朝政治人物，父韩仲卿，妻鄭夫人，继子《祭十二郎文》中的韓老成（韩会二弟韩介之子，韩湘子之父）。
韩愈之长兄。韩会與崔造、卢东美、张正则皆善音乐，号为四夔。韩会在四人中居首，故称夔头。韓會以進士擢第，累官起居舍人，為眾所忌，貶韶州刺史，大历十四年（779年）離職，一說卒於官。韓愈幼時隨兄到韶州，韓會撫之如子。韓會卒于韶，年四十二。